# H.Mylahalli, Hassan
H.Mylahalli là một làng thuộc tehsil Hassan, huyện Hassan, bang Karnataka, Ấn Độ.